# Nesjaja Hatali
Nesjaja Hatali fou un líder i metge navaho.
Hatali era un home de medicina a la tribu navaho tribu, però aviat es resistí a l'expansió estatunidenca cap al sud-oest, al costat de Manuelito. Juntament amb diversos altres caps de guerra com ara  Nova i Gerónimo, FOU capaç d'utilitzar tàctiques de guerrilla per derrotar les columnes de soldats nord-americans i assetjar les línies de subministrament fins que la nació Navajo es va rendir eL 1866. No obstant això, en temps de guerra, fou un cap de guerra de gran èxit tot i tenir més coneixements en les arts de la medicina.
Edward S. Curtis li va fer una foto el 1904. Curtis va dir que era "un conegut home de medicina navaho".